# Itakura Katsuyori
Itakura Katsuyori est un nom japonais traditionnel ; le nom de famille (ou le nom d'école), Itakura, précède donc le prénom (ou le nom d'artiste).
Itakura Katsuyori (板倉 勝従, 29 avril 1750-7 mars 1778) est le second fils d'Itakura Katsuzumi. Troisième daimyo d'Itakura du domaine de Bitchū-Matsuyama, il succède à Itakura Katsutake avant qu'Itakura Katsumasa ne lui succède.

## Source de la traduction
- (en) Cet article est partiellement ou en totalité issu de l’article de Wikipédia en anglais intitulé « Itakura Katsuyori » (voir la liste des auteurs).